# Фет, Альфонс
Альфонс Фет (нем. Alfons Väth; 15 марта 1874, Вербах — 12 мая 1937, Бонн) — немецкий востоковед и историк религии, иезуит.
В 1899—1903 и 1910—1916 гг. работал в миссии иезуитов в Бомбее, преподавал английскую и индийскую историю. В 1918—1925 гг. главный редактор газеты Die Katholischen Missionen.
Наиболее важный труд Фета — биография Иоганна Адама Шалля фон Белля (1933, переиздание 1991). Среди других заметных сочинений — «Святой Фома, апостол индусов: Исследование исторического содержания легенды о Фоме» (нем. Der heilige Thomas, der Apostel Indiens : Eine Untersuchung über den historischen Gehalt der Thomas-Legende; 1918) и книга «Индийцы» в серии «История ведущих народов» (1934).